# Ablabesmyia indicus
Ablabesmyia indicus är en tvåvingeart som först beskrevs av Jean-Jacques Kieffer 1910.  Ablabesmyia indicus ingår i släktet Ablabesmyia och familjen fjädermyggor. Inga underarter finns listade i Catalogue of Life.